# Opekotinski šok
Opekotinski šok  (OŠ) jedan je od oblika distributivnog šoka koji se razvija kao posledica dejstva termalne energije. Neposredni fiziološki poremećaji kod ovog šoka odigravaju se na nivou cirkulatornog sistema, kao posledica povećane kapilarne propustljivosti na mestu opečene regije tela, što rezultuje gubitkom, iz cirkulacije tečnosti bogate proteinima i elektrolitima u opekotinsku ranu. Iako je pojava masivnih edema tkiva nakon opekotine dobro proučena, i dalje ostaje dilema da li su inicijalne promene na kapilarnoj mreži izazvane primarno toplotom ili vazoaktivnim supstancama (histamin, serotonin, prostaglandin, kinin i drug) oslobođenim iz opekotinske rane.

## Epidemiologija
Opekotine su urgentan medicinski i socijalni problem u većini zemalja sveta. Trenutno, uprkos uspesima postignutim u lečenju opekotina, smrtnost kod ljudi sa opekotinama ostaje visoka.
Prema podacima Svetske zdravstvene organizacije, godišnje se u svetu dogodi 180.000 smrtnih slučajeva od opekotina. Većina ovih slučajeva javlja se u zemljama sa niskim i srednjim prihodima, a skoro polovina u afričkom regionu i jugoistočnoj Aziji.
Uprkos napretku u lečenju teško opečenih pacijenata, koji je omogućio smanjenje mortaliteta od opekotinskog šoka, ostaje problem dugotrajnog bolničkog lečenja, kao i visok procenat invaliditeta opečenih pacijenata.
Takođe ekonomski troškovi lečenja opekotina su obično značajni.

## Etiopatogeneza
Hipovolemija, odnosno gubitak plazme kroz oštećenu mikrocirkulaciju opečenog tkiva ima važnu ulogu u patogenezi opekotinskog šoka kao jednog os oblik hipovolemijskog šoka, do čijeg nastanka (od pojave opekotina do razvoja hipovolemijskog šoka) obično prođe 24-48 časa. 
Sam razvoj opekotinskog šok u velikoj meri zavisi od opečene površine tela i od uzrasta opečenog. Na osnovu ovih kriterijuma šok se razvija samo ako je opečena površina 15-20% (kod odraslih osoba), 10% (kod dece i starih osoba) ili samo 5% (kod dece mlade od 5 godina). 
Smanjenje količine tečnosti u cirkulaciji (hipovolemija) je najvažniji patogeentski mehanizam koji prouzrokuje nastanak opekotinskog šoka. Tečnost iz mikrocirkulacije izlazi usled oslobađanja osmotski aktivnih materija iz oštećenih ćelija (čije nakupljanje u intersticijalnoj tečnosti povlači vodu iz okolnih ćelija) i/ili dejstva nervnih i humoralnih medijatora oslobođenih u opečenom tkivu.
Plazmoreja
Usled vazodilatacije i povećanja propustljivosti u kapilarima opečenog područja dolazi do izlaska tečnosti i belančevina iz vaskularnog korita (plazmoreja), sa nakupljanjem u intersticijalnom tkivu i formiranjem edema. Pored nakupljanja plazme u intersticijalnom prostoru opečenog tkiva, koje se može manifestovati nastankom edema i stvaranjem plikova, deo plazme se gubi i isparavanjem sa površine kože. 
Limforeja
Istovremeno sa plazmorejom, javlja se i limforeja jer iz oštećenih limfnih sudova dolazi do isticanja i gubitka limfe, a sve zajedno smanjuje venski priliv u srce, kao i udarni volumen srca. 
Hipoksija tkiva
Na samom početku, i pored izražene hipovolemije (zbog aktivacije mehanizama koji prouzrokuju perifernu vazokonstrikciju) krvni pritisak obično nije bitno poremećen, iako se u nekim slučajevima krvni pritisak može i smanjiti. Međutim, hipovolemija i usporeni protok krvi uzrok su smanjenog dopremanja oksigenisane krvi i generalizovane hipoksije tkiva, koja dovodi do poremećaju metabolizma organskih materija i nagomilavanju kiselih intermedijarnih produkata, koja rezultuje pojavom acidoze (koja dodatno oštećuje krvne sudove i poveća njihova propustljivost).
U patogenezi opekotinskog šoka najveći značaj ima hipovolemija, a znatno manji značaj bol i intoksikacija.
Smanjenje minutnog volumena srca
Kao jedna od primetnih karakteristika OŠ nastaje smanjenje minutnog volumena srca  usled interakcije između hipovolemije, povećanja ventrikularnog naknadnog opterećenja i smanjene kontraktilnosti srčanog mišića.

## Klinička slika
Kliničke karakteristike OŠ su:
- hipovolemija (smanjenje volumena vanćelijske tečnosti)

- povećana viskoznost krvi zbog povećanog odnosa crvenih krvnih zrnaca i plazme

- smanjen minutni volumen srca

- povećan broj otkucaja srca.

## Dijagnoza
Dijagnoza opekotinskog šoka se postavlja na osnovu;
Kliničkih simptoma
U kojima dominira; tahikardija (kateholamini), bledilo kože, konfuzija i koma (cerebralna hipoksija), tahipneja (hipoksija i acidoza), žeđ, smanjena diureza (izmokravanje)
Hemodinamskih promena
Hemodinamske promen u organizmu kod opekotinakog šoka obuhvataju; krvni pritisak, minutni volumen srca, periferni vaskularni otpor, centralni venski pritisak, merenje jednočasovnog izmokravanja (diureze).
Biohemijski promena u organizmu
Težina šoka postavlja se na osnovu kliničke slike koja se prati kroz četiri stepena hemoragije (krvarenja).

## Terapija

### Osnovni ciljevi i principi
Osnovni ciljevi terapije opekotina u toku prvih 24 do 48 časova usmrereni su na spašavanje života i održavanje vitalnih funkcija kod teško opečenih bolesnika zbog čega je potrebno ostvariti nekoliko glavnih ciljeva: 
- održati intravaskularni i minutni volumen srca,
- održati bubrežnu funkciju,
- održati plućnu funkciju,
- lečiti udružene povrede i njihove komplikacije
- preventivnim merama sprečiti kontaminaciju opekotinske rane
- dijagnostikovati i započeti odgovarajuće lečenje od ranije prisutnih hroničnih bolesti (npr šećerrne bolesti i kardiovaskularnih bolesti).[12]

U načinu lečenja teških opekotina (na osnovu novih principa u konceptu nadoknade tečnosti, nastalih kroz laboratorijska ispitivanja), preporučuje se poštovanje sledeća tri principa:
1. Parenteralno lečenje opekotinskog šoka retko je potrebno kod opekotine od 20% ukupne tjelesne površine,
2. Formule za nadoknadu tečnosti su samo orijentacione i moraju biti individualno prilagođene svakom bolesniku,
3. Lekar u lečenju mora, izabrati jedan od najjednostavnijih pristup i dobro ga savladati.

### Terapija na mestu povrede
Kako opekotinski šok izaziva teške sistemske, hemodinamske i metabolične promene lečenje je vezano za urgentnu korekciju smanjenog intravaskularnog volumena plazme, realizaciju potrebne oksigenacije u plućima i tkivima i uspostavjanje ravnoteze odnosa između elektrolita i vode.

### Terapija u bolnici
U toku prvih 24 do 48 časova, terapija opekotinskog šoka, kod teško opečenih bolesnika, u bolničkim uslovima, zasniva se na spašavanju života i održavanju vitalnih funkcija, zbog čega je potrebno ostvariti nekoliko glavnih ciljeva:
Nadoknada tečnosti
Nadoknada tečnosti je osnovna i najvažnija mera lečenja koja se sprovodi u cilju prevencije intravaskularne hipovolemije i nastanka opekotinskog šoka. Opekotine koje zahvataju više od 20% ukupne telesne površine, usled značajne ekstravazacije tečnosti u intersticijum, dovode do smanjenja volumena cirkulišuće krvi, smanjenja minutnog volumena srca i neadekvatne perfuzije tkiva. Nadoknada tečnosti je jedna od ključnih intervencija za spasavanje života u inicijalnom pristupu pacijentima sa opekotinama. Neadekvatna ili zakasnela reanimacija tečnostima dovodi do multisistemske organske disfunkcije. S druge strane, preterana reanimacija, povećavajući formiranje edema i izazivajući komplikacije kao što su kompartment sindromi, takođe povećava morbiditet i mortalitet. Najbolji put administriranja tečnosti je intravenski. Opekotine veće od 30% TBSA zahtevaju plasiranje centralnog venskog katetera. Kao privremena opcija, intraosealni pristup može biti spasavajući, ali su brzine protoka ograničene. Kod opekotina manjih od 30%, oralna ili enteralna reanimacija takođe može biti od velike pomoći. Naravno, ovde treba voditi računa o motilitetu gastrointestinalnog trakta koji je često narušen tokom prvih sati, a nekada i nekoliko dana nakon povrede.
Monitoring i reanimacije
Optimizacija reanimacije zahteva praćenje vitalnih parametara na svakih sat vremena (diureza, hemodinamski parametri, klinički znaci adekvatne perfuzije organa). Najčešće korišćeni parametri procene su vitalni znaci, laboratorijski testovi i diureza. 
- Praćenje satne diureze je najčešće korišćeni i najjednostavniji pokazatelj (in)suficijentnosti nadoknade tečnostima, jer ukazuje na bubrežni krvni protok, brzinu glomerulske filtracije i minutni volume srca. Preporučena diureza je 30-50 mL/h kod odraslih, 0,5 do 1,0 mL/kg/h od dece manje od 30 kg i 1,0 do 2,0 mL/kg/h kod odojčadi. Međutim, teško je pratiti adekvatnost reanimacije na osnovu diureze kod pacijenata sa bubrežnom insuficijencijom i kod onih koji imaju povećanu diurezu usled upotrebe diuretika, intoksikacije alkoholom ili glikozurije.

- Praćenje srčane frekvence, krvnog pritiska, centralnog venskog pritiska i ehokardiografije može poslužiti kao pokazatelji kardiovaskularnog statusa, posebno kod pacijenata sa velikim opekotinama i složenim komorbiditetima. Ove varijable se moraju uzeti u obzir u kontekstu fiziologije opekotinskog šoka. Na primer, dobro reanimirana odrasla osoba sa velikim opekotinama bi trebalo da ima puls oko 100-130/min (zbog masovnog oslobađanja kateholamina izazvanog povredom). Srednji arterijski pritisak (Mean Arterial Pressure, MAP) od 60 mmHg je razuman cilj za većinu pacijenata, ali neki pacijenti dobro tolerišu i MAP od 50-55 mmHg, jer i pored nižeg pritiska imaju adekvatnu diurezu i cerebralnu perfuziju.

## Komplikacije
Najčešće komplikacije u opekotinskom šoku su:
- edem pluća
- akutna tubuiarna nerkoza,
- srčana insuficijencija,
- okluzija (začepljenje) perifernih arterija izazvano masivnim edemom.

## Literatura
- Demling HR.: Burn Edema: Pathophysiology and Treatment Surg. Round, 1993.2.
- Moncrief J.: Replaccement Therapy in: Burus Ateamapproach. Phyladelphia Saundes Co, 1989. pp. 169192.3.
- Nicosiaj E. 9 Petro J.: Hospitalisation of burned 1992. pp. 1533.4.
- Pruitt BJ.: The burn pateint J Inital care. Curr, Probi.Surg. 16  4, .5.
- Shoewaker, W. (1987). „9 Circulatory mechanismus of shock andtheir mediators”. Critical Care Med. Vol. 15 (8): 787794., .5.
- Jokić N., Božinović D., Hadžić Ž.: Reanimacija opekotinskog šoka. Jugoslovenski sastanak plastičnih hirurga,Beograd, 1986.7.
- Moe Lean D. L.: Shock, British Medical Bulletin, vol.44, N2, 437452, 1989.

|  | Molimo Vas, obratite pažnju na važno upozorenje u vezi sa temama iz oblasti medicine (zdravlja). |